# Колудеј
Колудеј (грч. Λουδίας, Лудијас, некада Караазмак или Кара Азмак) је река у Егејској Македонији, Грчка. Дуга је 35 km.

## Ток
Колудеј извире на планини Пајак (Пајко) на територији округа Пела. Пролази кроз Ениџе Вардар (Јаница), кроз Солунско поље и формира делту са Вардаром (Аксиос) и Бистрицом (Алиакмонас) која се улива у Солунски залив. У прошлости, на Колудеју је лежало Ениџевардарско језеро које је данас пресушило. У доњем току, река је граница између општина Делта на североистоку и Александрија на југозападу.

## Историја
Име Караазмак (Кара Азмак) промењено је у Лудијас, од када је Егејска Македонија после Балканских ратова ушла у састав Грчке. Лудијас је река, коју су спомињали антички аутори. По Херодоту Лудијас дели Иматију од Беотије, по Скилаксу је притока друге реке, а по Страбону је дуга 120 статија (22 km).